# کلی‌فیس
کلِی‌فِیس (به انگلیسی: Clayface) یا صورت گلی عنوان چندین شخصیت خیالی ابرشرور در کتاب‌های کمیک آمریکایی منتشر شده توسط دی‌سی کامیکس است. وی دشمن شخصیت ابرقهرمان بتمن به‌شمار می‌رود. اکثر تجسم‌های این شخصیت دارای بدنی از جنس گل رس و توانایی دگرپیکری هستند. نخستین کلی‌فیس هنرپیشه‌ای به نام بازیل کارلو بود که به نویسندگی بیل فینگر و طراحی باب کین خلق شده‌ و برای نخستین بار در شمارهٔ ۴۰ از سری کمیک‌های کارآگاهی (ژوئن ۱۹۴۰) در دنیای کمیک حضور پیدا کرد.